# اولمو
اولمو (به انگلیسی: Ulmo) یک شخصیت خیالی در رشته‌افسانه‌های جی. آر. آر. تالکین است؛ که نخستین بار در سیلماریلیون به عنوان یک والا یا خدای الف‌های پانتئون، از آن سخن به میان آمده‌است. اولمو به معنای هر آنچه هست، است. او همچنین به عنوان پادشاه دریا و خداوند آب شناخته شده‌است. او شبیه به پوزئیدون، خدای دریا در اساطیر یونانی و نپتون در اساطیر روم است. اولمو یکی از معماران اصلی آردا (جهان) بود.
اولمو در عظمت در میان والار، پس از مانوه و پیش از آئوله دوم بود؛ به عبارت دیگر، او دومین آراتار بود. او از دوستان بسیار نزدیک مانوه بود.
پیش از ایجاد زمین (آردا) زمانی که آینور پدر خود، ارو ایلوواتار را به نغمه سرایی خواندند؛ اولمو از بهترین خوانندگان و سازندگان موسیقی بود. الف‌ها مهارت خود در موسیقی را به تعالیم اولمو مدیون هستند؛ و نغمه‌هایش را در تلالوی نهرها و رودها می‌شناخت. اولمو همیشه به ملکور بی‌اعتماد بود، و لرد سیاه از دریا می‌ترسید؛ چرا که، هیچ وقت نتوانست دریا را رام خود کند.
اولمو هیچ خانه‌ای در والینور نداشت، و تنها در آنجا به ندرت دررفت‌وآمد بود، یا هیچ خانهٔ دائمی در روی زمین در اعماق دریاها و رودخانه‌ها نداشت. او هرگز ازدواج نکرد، که این به انزوای او بیش از بیش افزود.
او به ندرت به شوراهای ماهاناکسر می‌رفت و تنها زمانی که نیاز شدیدی احساس می‌شد حضور داشت. او ترجیح داد تا در آردا بماند، بر روی زمین قدم قرار ندهد، شکل خود را به عنوانی مردانی از الف‌ها حفظ کند. تمام آب‌ها، خلیج‌ها، رودخانه‌ها و حتی آب‌های زیر زمین تحت فرمان او بودند.
او گفت: برای اینکه چشمان فانی‌ها به او نیوفتد، لباسی به مانند یک موج غول پیکر بر تن می‌کند.
بندهٔ اولمو، اوسه، و همسر اوسه، یواینن، بهترین مایار شناخته شده در میان الف‌ها بودند؛ که از طریق آنها اولمو توانست به الف‌ها بیاموزد.
اولمو والاترین مسئول سقوط مورگوت، با ساخت گوندولین و فیندور به خواست تورگون بود.